# نظرية فوكو
نظرية فوكو أو الفوكوية (بالإسبانية: foquismo)‏ نظرية ثورية مسلحة على مذهب حروب العصابات وضعت من قبل المفكر الفرنسي والمسؤول الحكومي فيها روجيه ديبريه والذي كان ملهمه الأول في وضعها تجربة الثوري الماركسي إرنستو "تشي" غيفارا والجيش الثوري المحيط به والذي قاده إلى الانتصار في معارك الثورة الكوبية التي وقعت في عام 1959. مبدأ النظرية الأساسي يعتمد على النص الثوري - فانغاردية - من قبل كوادر شبه عسكرية صغيرة العدد والحجم وسريعة الحركة توفر التركيز - فوكو (بالإسبانية: foco)‏ - في سبيل تكريس السخط المجتمعي ضد النظام القائم ما يؤدي بدوره بالتالي إلى عصيان عام في الدولة. مع أن النهج الأصلي للنظرية هو العمل على تعبئة وشن هجمات من المناطق الريفية، إلا أنه تم تكييف العديد من الأفكار الفوكوية لتنساب حركات حرب العصابات في المناطق المدنية في آواخر الستينات.